# Hello Katy Tour
De Hello Katy Tour was de eerste concerttournee van Amerikaanse zangeres Katy Perry. De tournee startte op 23 januari 2009 en eindigde op 28 november 2009. De tournee deed Noord-Amerika, Azië, Europa, Oceanië aan.

## Setlist
1. "Intro" (The Beach Boys' "California Girls")
2. "Fingerprints"
3. "One of the Boys"
4. "Hokey Pokey"
5. "Hot N Cold"
6. "Self Inflicted"
7. "Use Your Love" (The Outfield cover)
8. "Mannequin"
9. "Thinking of You" (akoestisch)
10. "Please Mr. Postman" (The Marvelettes cover)
11. "Build Me Up Buttercup" (The Foundations cover)
12. "Ur So Gay"
13. "Waking Up in Vegas"
14. "Lost"
15. "I'm Still Breathing"
16. "I Think I'm Ready"
17. "If You Can Afford Me"
18. "Don't Stop Me Now" (Queen cover)
19. "I Kissed a Girl"

## Shows

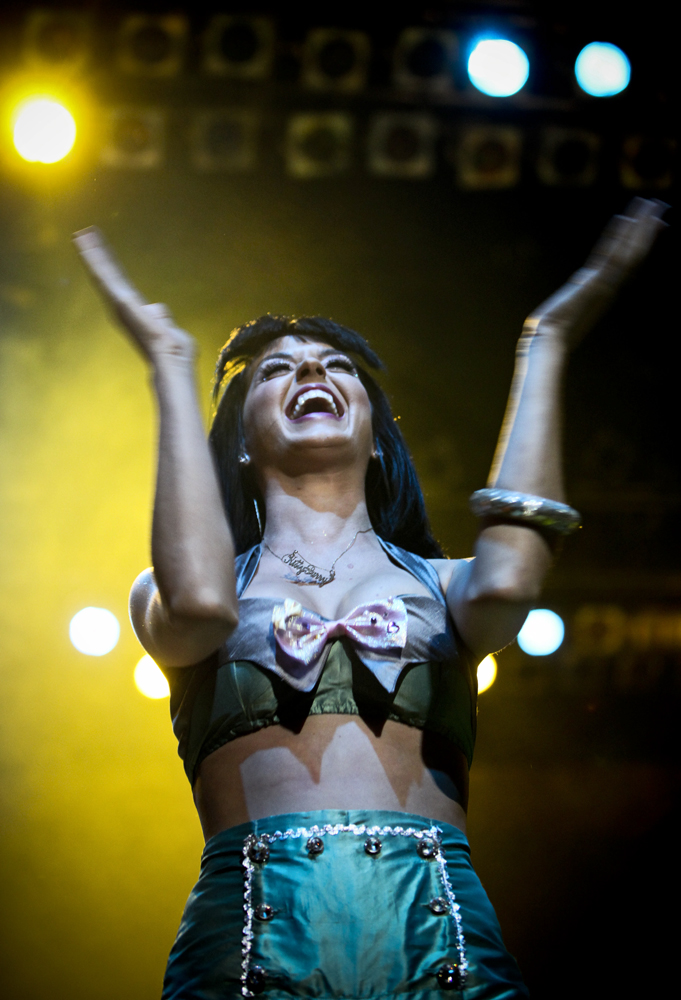
Perry tijdens de Hello Katy Tour in juni 2009

| Datum                  | Stad               | Land                | Stad                                           |
| ---------------------- | ------------------ | ------------------- | ---------------------------------------------- |
| Leg 1 — Noord-Amerika  |                    |                     |                                                |
| 23 januari 2009        | Seattle            | Verenigde Staten    | Showbox at the Market                          |
| 25 januari 2009        | Vancouver          | Canada              | Commodore Ballroom                             |
| 27 januari 2009        | Portland           | Verenigde Staten    | Crystal Ballroom                               |
| 28 januari 2009        | San Francisco      | Verenigde Staten    | The Fillmore                                   |
| 29 januari 2009        | Sacramento         | Verenigde Staten    | Empire Events Center                           |
| 31 januari 2009        | Los Angeles        | Verenigde Staten    | Wiltern Theatre                                |
| 2 februari 2009        | Tucson             | Verenigde Staten    | Centennial Hall                                |
| 3 februari 2009        | Tempe              | Verenigde Staten    | Marquee Theatre                                |
| 5 februari 2009        | San Diego          | Verenigde Staten    | House of Blues                                 |
| 10 februari 2009       | Salt Lake City     | Verenigde Staten    | In The Venue                                   |
| Leg 2 — Europa         |                    |                     |                                                |
| 20 februari 2009       | Hannover           | Duitsland           | The Dome 49                                    |
| 22 februari 2009       | Stockholm          | Zweden              | Nalen                                          |
| 23 februari 2009       | Kopenhagen         | Denemarken          | K.B. Hallen                                    |
| 25 februari 2009       | Manchester         | Verenigd Koninkrijk | Manchester Academy                             |
| 26 februari 2009       | Londen             | Verenigd Koninkrijk | KOKO                                           |
| 27 februari 2009       | Londen             | Verenigd Koninkrijk | KOKO                                           |
| 1 maart 2009           | Amsterdam          | Nederland           | Melkweg                                        |
| 2 maart 2009           | Parijs             | Frankrijk           | Élysée Montmartre                              |
| 4 maart 2009           | München            | Duitsland           | TonHalle                                       |
| 5 maart 2009           | Frankfurt am Main  | Duitsland           | Hugenottenhalle                                |
| 6 maart 2009           | Hamburg            | Duitsland           | Große Freiheit                                 |
| 7 maart 2009           | Brussel            | België              | Ancienne Belgique                              |
| Leg 3 — Noord-Amerika  |                    |                     |                                                |
| 19 maart 2009          | Austin             | Verenigde Staten    | Stubb's                                        |
| 23 maart 2009          | Kansas City        | Verenigde Staten    | Beaumont Club                                  |
| 24 maart 2009          | Minneapolis        | Verenigde Staten    | First Avenue                                   |
| 26 maart 2009          | Chicago            | Verenigde Staten    | House of Blues                                 |
| 27 maart 2009          | Detroit            | Verenigde Staten    | Clutch Cargo's                                 |
| 28 maart 2009          | Cleveland          | Verenigde Staten    | House of Blues                                 |
| 30 maart 2009          | Toronto            | Canada              | The Guvernment                                 |
| 31 maart 2009          | Montreal           | Canada              | Metropolis                                     |
| 1 april 2009           | Boston             | United States       | House of Blues                                 |
| 3 april 2009           | Palm Springs       | United States       | Palm Springs Convention Center                 |
| 5 april 2009           | Philadelphia       | United States       | The Fillmore at the Theatre of the Living Arts |
| 6 april 2009           | New York           | United States       | Irving Plaza                                   |
| 7 april 2009           | New York           | United States       | Irving Plaza                                   |
| 8 april 2009           | New York           | United States       | Irving Plaza                                   |
| 10 april 2009          | Washington D.C.    | United States       | 9:30 Club                                      |
| 11 april 2009          | Myrtle Beach       | United States       | House of Blues                                 |
| 14 april 2009          | Nashville          | United States       | The Mercy Lounge                               |
| 15 april 2009          | Atlanta            | United States       | Center Stage                                   |
| 28 april 2009          | Saint Petersburg   | United States       | Jannus Landing                                 |
| 29 april 2009          | Fort Lauderdale    | United States       | Revolution Live                                |
| 2 mei 2009             | Birmingham         | United States       | Birmingham–Jefferson Convention Complex        |
| 7 mei 2009             | Miami              | United States       | The Fillmore Miami Beach                       |
| 11 mei 2009            | Dallas             | United States       | House of Blues                                 |
| 12 mei 2009            | Houston            | United States       | House of Blues                                 |
| Leg 4 — Azië           |                    |                     |                                                |
| 25 mei 2009            | Osaka              | Japan               | Club Quattro                                   |
| 26 mei 2009            | Nagoya             | Japan               | Club Quattro                                   |
| 28 mei 2009            | Tokyo              | Japan               | Duo Music Exchange                             |
| 29 mei 2009            | Tokyo              | Japan               | Duo Music Exchange                             |
| Leg 5 — Europa         |                    |                     |                                                |
| 1 juni 2009            | Landgraaf          | Nederland           | Pinkpop                                        |
| 9 juni 2009            | Londen             | Verenigd Koninkrijk | Shepherd's Bush Empire                         |
| 10 juni 2009           | Londen             | Verenigd Koninkrijk | Shepherd's Bush Empire                         |
| 11 juni 2009           | Brighton           | Verenigd Koninkrijk | Brighton Dome                                  |
| 13 juni 2009           | Crans-près-Céligny | Zwitserland         | Caribana Festival                              |
| 14 juni 2009           | Zürich             | Zwitserland         | Volkshaus                                      |
| 16 juni 2009           | Parijs             | Frankrijk           | L'Olympia                                      |
| 17 juni 2009           | Lyon               | Frankrijk           | Le Transbordeur                                |
| 19 juni 2009           | Scheeßel           | Duitsland           | Hurricane Festival                             |
| 20 juni 2009           | Keulen             | Duitsland           | Palladium Köln                                 |
| 21 juni 2009           | Tuttlingen         | Duitsland           | Flugplatz Tuttlingen                           |
| 23 juni 2009           | Milaan             | Italië              | Idroscalo                                      |
| 25 juni 2009           | Barcelona          | Spanje              | Palau Sant Jordi                               |
| 26 juni 2009           | Madrid             | Spanje              | Palacio de Deportes                            |
| 27 juni 2009           | Málaga             | Spanje              | Auditorio Municipal                            |
| 28 juni 2009           | Lissabon           | Portugal            | Campo Pequeno                                  |
| 2 juli 2009            | Nibe               | Denemarken          | Nibe Festival                                  |
| 4 juli 2009            | Werchter           | België              | Rock Werchter                                  |
| 5 juli 2009            | Arras              | Frankrijk           | Main Square Festival                           |
| 6 juli 2009            | Esch-sur-Alzette   | Luxemburg           | Rockhal                                        |
| 9 juli 2009            | Istanboel          | Turkije             | True Blue Fenerbahçe                           |
| 11 juli 2009           | Perth and Kinross  | Verenigd Koninkrijk | T in the Park                                  |
| 12 juli 2009           | Kildare            | Ierland             | Oxegen 2009                                    |
| Leg 6 — Noord-Amerika  |                    |                     |                                                |
| 25 juli 2009           | Boston             | United States       | Agganis Arena                                  |
| 26 juli 2009           | Toronto            | Canada              | Molson Amphitheatre                            |
| 28 juli 2009           | New York           | Verenigde Staten    | Hammerstein Ballroom                           |
| 30 juli 2009           | Atlantic City      | Verenigde Staten    | Borgata                                        |
| 2 augustus 2009        | Houston            | Verenigde Staten    | Verizon Wireless Theater                       |
| 4 augustus 2009        | Irvine             | Verenigde Staten    | Verizon Wireless Amphitheatre                  |
| Leg 7 — Oceanië        |                    |                     |                                                |
| 12 augustus 2009       | Brisbane           | Australië           | The Tivoli                                     |
| 14 augustus 2009       | Melbourne          | Australië           | Forum Theatre                                  |
| 17 augustus 2009       | Sydney             | Australië           | Enmore Theatre                                 |
| 18 augustus 2009       | Sydney             | Australië           | Enmore Theatre                                 |
| Leg 8 — Europa         |                    |                     |                                                |
| 21 augustus 2009       | Glasgow            | Verenigd Koninkrijk | Barrowland Ballroom                            |
| 22 augustus 2009       | Staffordshire      | Verenigd Koninkrijk | Weston Park                                    |
| 23 augustus 2009       | Chelmsford         | Verenigd Koninkrijk | Hylands Park                                   |
| 25 augustus 2009       | Birmingham         | Verenigd Koninkrijk | O2 Academy Birmingham                          |
| 26 augustus 2009       | Newcastle          | Verenigd Koninkrijk | O2 Academy Newcastle                           |
| Leg 9 — Noord-Amerika  |                    |                     |                                                |
| 29 augustus 2009       | Los Angeles        | Verenigde Staten    | Hollywood Palladium                            |
| August 30, 2009        | Santa Barbara      | Verenigde Staten    | Santa Barbara Bowl                             |
| 4 september 2009       | Salem              | Verenigde Staten    | Oregon State Fair                              |
| 5 september 2009       | Seattle            | Verenigde Staten    | Seattle Center                                 |
| Leg 10 — Azië & Europe |                    |                     |                                                |
| 14 november 2009       | Pasay              | Filipijnen          | SM Mall of Asia Concert Grounds                |
| 26 november 2009       | Milaan             | Italië              | Mediolanum Forum                               |
| 28 november 2009       | Ischgl             | Oostenrijk          | Silvrettaseilbahn AG – Ischgl                  |